# 卡特里娜·鲍威尔
卡特里娜·鲍威尔（英語：Katrina Powell，1972年4月8日—），澳大利亚女子曲棍球运动员。她曾代表澳大利亚国家队参加1996年、2000年和2004年夏季奥林匹克运动会曲棍球比赛，获得二枚金牌。

## 家庭
姐姐莉萨·卡拉瑟斯，姐夫斯图尔特·卡拉瑟斯。